# Xenurobrycon heterodon
Xenurobrycon heterodon är en fiskart som beskrevs av Weitzman och Fink, 1985. Xenurobrycon heterodon ingår i släktet Xenurobrycon och familjen Characidae. Inga underarter finns listade i Catalogue of Life.